# Drettinge

Drettinge är en herrgård och ett tidigare säteri i Dädesjö socken i  Växjö kommun i Småland. Drettinge är beläget vid Drättingesjöns sydända.

## Historia
Den äldste kände ägaren var Bo Jonsson Grip som var en stor godsägare både i Sverige och Finland. Han säljer det 1376 till riksmarskalken Sten Bengtsson Bielke som i sin tur skänker det till sin syster Kristina Snakenborg. Hon och hennes man skänker det 1386 vidare till Vadstena kloster. Gården drogs in till kronan av Gustav Vasa och sonen Johan III bytte bort det 1571 till riksrådet Hans Kyle d.ä. I denna släkt stannade godset i 100 år och under landshövding Hans Kyle d.y. växte Drettinge till att bestå av 39 hemman. Under 1600-talet brann Drettinge ner två gånger. Det av Hans Kyle d.y. uppförda huset 1626 brann ner 1631 och den som ersatte det brann 1689. Hans Kyles d.y.s dotter tog sedan över men sålde 1672 godset till drottning Kristinas hovskräddare Johan Holm som av drottningen adlats till Leijoncrona. Han var känd som en skrupelfri man som inte drog sig för att med mutor förbättra sin ställning och sin förmögenhet. Något som väckte avsky och avundsjuka. Efter hans död 1689 tog det lång tid för sterbhuset att fördela hans stora förmögenhet. Hans dotter som var gift med Elias Torpadius fick Drettinge 1728.
Generallöjtnant och landshövding Carl Rappe, en måg till Leijoncronas kvinnliga arvingar som hade arrenderat gården i 23 år, köpte den 1770. Adolf Fredrik Rappe står som ägare från 1786 och han vårdade gården med omsorg och utvecklade jordbruket. Det är också han som omkring 1795 byggt den huvudbyggnad som fortfarande tjänar som bostadshus. Han avlider dock barnlös den 13 november 1811. I hans testamente tilldelas Drettinge hans broson Adolf Fredrik Gustafsson Rappe, son till Gustaf Rappe på Tagel.
Under 1800-talet nämns bland ägarna ryttmästaren baron G. F. Rappe, majoren baron C. Gustafsson Rappe, friherrinnan Emmy Rappe och löjtnanten baron A. Fr. Rappe.
Efter Adolf Fredrik Adolfsson Rappes död 1920 delades gården mellan sönerna Karl Erik Rappe och Gösta Rappe. Båda idkade skogsbruk, men djurhållningen övergick till köttproduktion. Dagens ägare, Adolf Fredrik Rappe, son till Gösta Rappe, har sedan 1975 återförenat ägorna.